# 明日がくるなら
「明日がくるなら」（あしたがくるなら）は、JUJUの10枚目のシングル。2009年4月29日発売。発売元はソニー・ミュージックアソシエイテッドレコーズ。

## 概要
映画『余命1ヶ月の花嫁』の主題歌で、JUJUが映画主題歌を務めるのは「空」以来2作ぶりとなった。初動売上、累計売上、最高順位、年間順位いずれもシングルでは自己最高を記録した。JAY'EDとのダブルボーカルによる楽曲としては、2011年10月発表のJAY'ED「永遠はただの一秒から」において、再度実現している。

## 記録
音楽配信サービスサイト「レコチョク」では着うたの2009年4月度の月間1位、同年5月度では着うた、着うたフル、ビデオクリップ、着信ムービー、RBTの5部門で1位を獲得し、史上初となる5冠を達成した。
「music.jp」では着うた、着うたフル共に2009年4月度の月間1位を獲得し、翌月5月は着うたフルで1位を獲得している。
このようなロングヒットを受け、テレビ朝日『ミュージックステーション』では異例となる、2009年5月1日と6月5日に同曲で2度の出場を果たした。

## 収録曲
1. 明日がくるなら / JUJU with JAY'ED
  - 作詞: JUJU, JAY'ED, Jeff Miyahara / 作曲: JUJU, JAY'ED, Jeff Miyahara, RYLL & couco / 編曲:Jeff Miyahara & RYLL
  - 東宝配給映画『余命1ヶ月の花嫁』主題歌
2. 明日がくるなら ballad solo version
  - 編曲: 村山晋一郎
3. The Rose
  - 作詞・作曲: Amanda McBroom / 編曲: Alec Shantzis, DJ HIROnyc
  - 東宝配給映画『余命1ヶ月の花嫁』挿入歌
4. 素直になれたら RYLL 90's flava remix
5. 明日がくるなら original duet version -instrumental-